# Paysonia grandiflora
Paysonia grandiflora är en korsblommig växtart som först beskrevs av William Jackson Hooker, och fick sitt nu gällande namn av O'kane och Al-shehbaz. Paysonia grandiflora ingår i släktet Paysonia och familjen korsblommiga växter. Inga underarter finns listade i Catalogue of Life.